# SciDAVis (simulador)
SciDAVis (Análisis y Visualización de datos científicos) es una programa de ordenador multi-plataforma de código abierto para la representación gráfica interactiva y análisis de datos. Su desarrollo comenzó en 2007 como una rama de QtiPlot, el cual es, por su parte, un clon del programa propietario Origen.

## Características
SciDAVis Puede generar tipos diferentes de gráficos 2D y 3D (como gráficos de línea, dispersión, barras, sectores y superficie) a partir de datos tanto importados desde archivos ASCII como introducidos a mano, o calculados utilizando fórmulas. 
Los datos se recogen en hojas de cálculo, llamadas "tablas", con datos basados en columnas (típicamente valores X e Y para gráficos 2D) o matrices (para gráficos 3D). Tanto las bases de datos como los gráficos generados y las páginas de notas se reúnen en proyectos, y pueden organizarse usando carpetas. Incluye funciones para el análisis de filas y columnas, (de)convolución y filtros FFT o basados en FFT. Se pueden ajustar las curvas tanto mediante funciones definidas por el usuario como mediante funciones lineales y no lineales incluidas en el programa, incluyendo el ajuste de varios picos basado en la Biblioteca Científica GNU. Los gráficos pueden ser exportados a varios formatos como mapa de bits, PDF, EPS o SVG. Las ventanas de notas soportan la evaluación local de expresiones matemáticas, o una interfaz opcional a Python. El GUI de la aplicación utiliza el Qt toolkit.

## Historia
SciDAVis fue fundado por Tilman Benkert y Knut Franke en 2007 como rama de QtiPlot, después de algunos desacuerdos con Ion Vasilief, el fundador y desarrollador principal del proyecto. Franke ha declarado que los temas de desacuerdo incluían los "objetivos de diseño, la administración de recursos comunitarios y la manera correcta de ganar dinero a partir de un proyecto de software libre".
En 2008, los desarrolladores de SciDAVis y LabPlot "encontraron los objetivos de sus proyectos muy similares" y "decidieron empezar una colaboración estrecha" con el objetivo de fusionar su código a un motor común, manteniendo dos interfaces, una con plena integración KDE4 (llamada LabPlot 2.x) y otra sin dependencias con KDE dependencias (Qt puro), para un uso multi-plataforma más sencillo (llamado SciDAVis)". Después de que su desarrollo estuviese parado durante varios años, se han retomado las actualizaciones de SciDAVis.

### Historial de versiones
- 2007-08-05: v 0.1.0
- 2007-12-21: v 0.1.1
- 2008-02-03: v 0.1.2
- 2008-04-19: v 0.1.3
- 2009-02-10: v 0.1.4
- 2009-02-14: v 0.2.0
- 2009-03-09: v 0.2.1
- 2009-04-20: v 0.2.2
- 2009-07-12: v 0.2.3
- 2010-03-12: v 0.2.4
- 2014-01-23: v 1.D1
- 2014-02-05: v 1.D4
- 2014-03-21: v 1.D5
- 2014-08-26: v 1.D8
- 2015-11-24: v 1.D9